# Vellozia metzgerae
Vellozia metzgerae är en enhjärtbladig växtart som beskrevs av Lyman Bradford Smith. Vellozia metzgerae ingår i släktet Vellozia och familjen Velloziaceae. Inga underarter finns listade.